# Spanking the Monkey
Pour plus de détails, voir Fiche technique et Distribution.
Spanking the Monkey est un film américain réalisé par David O. Russell, sorti en 1994.

## Synopsis
Ray Aibelli, étudiant en première année au MIT doit faire un stage dans le domaine du médical pendant l'été. Il y renonce finalement pour s'occuper de sa mère en convalescence après une blessure à la jambe.

## Fiche technique
- Titre : Spanking the Monkey
- Réalisation : David O. Russell
- Scénario : David O. Russell
- Photographie : Michael Mayers
- Montage : Pamela Martin
- Musique : David Carbonara
- Pays de production :  États-Unis
- Format : Couleurs - 35 mm - 1,85:1 - Mono
- Genre : Comédie noire
- Durée : 100 minutes
- Dates de sortie : 
  - États-Unis : janvier 1994 (Festival du film de Sundance)  /  15 juillet 1994 (sortie nationale)
  - Australie : 9 juin 1995
  - Royaume-Uni : 11 août 1995

## Distribution
- Jeremy Davies : Ray Aibelli
- Elizabeth Newett : femme du bus
- Benjamin Hendrickson : Tom Aibelli
- Alberta Watson : Susan Aibelli
- Carla Gallo : Toni Peck
- Liberty Jean : femme du motel #1
- Archer Martin : femme du motel #2
- Matthew Puckett : Nicky
- Zak Orth : Curtis
- Josh Philip Weinstein : Joel
- Judah Domke : Don